# خاتومة
خاتومة (بالفارسية: خاتومه) هي قرية تقع في قسم زيبد الريفي في إيران. يقدر عدد سكانها بـ 52 نسمة بحسب إحصاء 2016.